# Spraakmakers
Spraakmakers is een radioprogramma van de KRO-NCRV dat wordt uitgezonden op NPO Radio 1.
Spraakmakers heeft in januari 2018 het programma De Ochtend opgevolgd. Tot en met 27 december 2023 presenteerde Ghislaine Plag het programma van maandag tot en met donderdag.
Het programma kent een hoofdgast, de 'spraakmaker' die het hele programma aanwezig is. Het eerste half uur is bestemd voor Stand.nl en in het tweede half uur is er het Mediaforum, waarin twee journalisten met de presentatrice en de spraakmaker spraakmakende zaken uit de media behandelen. Daarna worden andere onderwerpen behandeld, waarvan er één verband houdt met de spraakmaker van die dag. Op vrijdag is er omstreeks 10:30 een bijdrage van een medewerker van het Taalteam. Het programma wordt tegen 11:25 afgesloten met de  Nationale Nieuwsquiz.
In de zomervakantie, wanneer het programma Sven op 1 verviel, duurde Spraakmakers een half uur langer; doordat Sven Kockelmann inmiddels naar een andere omroepvereniging - sc. WNL - is overgestapt, is deze regeling vervallen.
De presentatie is handen van Roos Abelman en Carl-Johan de Zwart. Herman van der Zandt vervangt incidenteel de presentatie bij het programma.